# 努瓦扬-拉格拉瓦耶尔
努瓦扬-拉格拉瓦耶尔（法語：Noyant-la-Gravoyère，發音：[nwajɑ̃ la ɡʁavwajɛʁ] ⓘ）是法国曼恩-卢瓦尔省的一个旧市镇，属于瑟格雷区。2016年12月15日，努瓦扬-拉格拉瓦耶尔与邻近的14个市镇合并为新市镇蓝色安茹地区瑟格雷，成为了蓝色安茹地区瑟格雷的委派市镇。

## 地理
努瓦扬-拉格拉瓦耶尔（47°42'14"N, 0°57'19"W）面积11.91 平方千米，位于法国卢瓦尔河地区大区曼恩-卢瓦尔省，该省份为法国西部内陆省份，大致对应安茹地区，北起顺时针与马耶讷省、萨尔特省、安德尔-卢瓦尔省、维埃纳省、德塞夫勒省、旺代省、大西洋卢瓦尔省和伊勒-维莱讷省接壤。
与努瓦扬-拉格拉瓦耶尔接壤的市镇（或旧市镇、城区）包括：布耶梅纳尔、伊雷堡、沙特莱、孔布雷、尼瓦索。
努瓦扬-拉格拉瓦耶尔的时区为UTC+01:00、UTC+02:00（夏令时）。

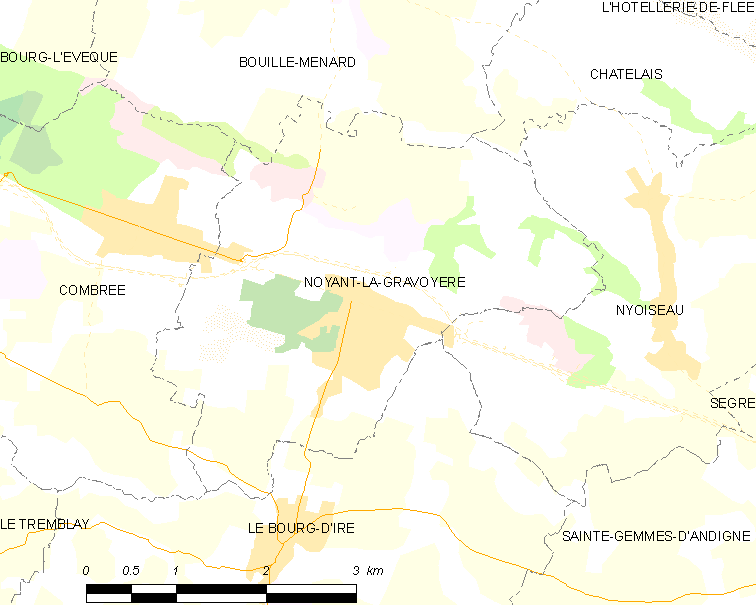
努瓦扬-拉格拉瓦耶尔的OSM定位图

## 行政
努瓦扬-拉格拉瓦耶尔的邮政编码为49520，INSEE市镇编码为49229。

## 政治
努瓦扬-拉格拉瓦耶尔所属的省级选区为蓝色安茹地区瑟格雷县。

## 人口

1962-2008年间努瓦扬-拉格拉瓦耶尔人口变化图示

努瓦扬-拉格拉瓦耶尔于2018年1月1日时的人口数量为1834人。